# Zac Efron
Zachary David Alexander «Zac» Efron (San Luis Obispo, California, 18 de octubre de 1987) es un actor estadounidense.

## Biografía

### Primeros años
Efron nació en el seno de una familia de clase media en San Luis Obispo, California
donde pasó su infancia, y luego se trasladó junto con su familia a Arroyo Grande, California. Su padre, David Efron, ingeniero en una central eléctrica, y su madre, Starla Baskett, una secretaria que trabajaba junto a su padre, y Dylan su hermano menor.
Agnóstico de nacimiento, su apellido, «Efron», significa «alondra» en hebreo (su abuelo paterno era judío, proveniente de una colectividad ubicada en la provincia de La Rioja, Argentina). En los estudios siempre sacaba excelentes notas y si no era así, se decepcionaba a sí mismo y se esforzaba más.
El padre de Efron lo animó a comenzar a actuar cuando Efron tenía 11 años. Apareció en producciones teatrales durante su etapa en el instituto, trabajó en un teatro llamado The Great American Melodrama y Vaudeville, y comenzó a tomar clases de canto. Efron actuó en obras como Gypsy; Peter Pan, o The Boy Who Wouldn't Grow Up; Little Shop of Horrors y The Music Man. Fue recomendado a un agente en Los Ángeles por su profesora de teatro, Robun Metchik (la madre de los actores Aaron Michael Metchik y Asher Metchik).
y Efron firmó con la Agencia de Artistas Creativos.

### Educación
Efron se graduó en Arroyo, en 2006,
y fue aceptado en la Universidad del Sur de California, pero rechazó su inscripción para trabajar en proyectos cinematográficos. Efron también asistió al Conservatorio Pacífico de Artes Escénicas, un centro ubicado en Santa María, California, que le proporcionó la oportunidad de actuar como «un jugador joven» durante los años 2000 y 2001.

### Vida personal
Datos de su vida personal indican que los deportes que practica son el golf, el esquí, el snowboard, la escalada y el surf. En su tiempo de ocio toca el piano y la guitarra y también arregla los coches de su abuelo: un DeLorean y un Mustang del 65. 
Es propietario de un apartamento en Los Ángeles (California) y una mansión en Beverly Hills. Efron también estuvo en la lista de Forbes en Celebrity 100 en 2008, en el número 92 con una ganancia estimada de 5.8 millones de dólares desde junio de 2007 hasta junio de 2008. 
El 15 de enero de 2008, Efron fue hospitalizado en Cedars-Sinai Medical Center en Los Ángeles para una apendicectomía de emergencia.
Efron buscó tratamiento a principios de 2013 después de luchar contra el alcoholismo. Estuvo sobrio durante seis meses a partir de diciembre de 2013.

## Carrera cinematográfica

### Inicios
La carrera de Efron en las pantallas comenzó en 2002, con una aparición como invitado en serie de televisión de Fox Firefly. A esta presentación le siguieron participaciones en 2003 en el drama médico ER y en la serie de CBS The Guardian. Su debut cinematográfico llegó en ese mismo año, cuando desempeñó un papel de reparto en la película Melinda's World. Asimismo, protagonizó la película para televisión Miracle Run. En ella, el actor interpretó a Steven Morgan, uno de dos gemelos autistas. Por su actuación fue nominado a los premios Young Artist por «Mejor interpretación en una película de televisión, miniserie o especial».
Las perspectivas de su carrera comenzaron a progresar cuando interpretó a Cameron Blade en la serie de Warner Channel Summerland. Originalmente presentado como un personaje recurrente, Efron se convirtió en un miembro regular del elenco en el programa a partir de su segunda temporada en 2004. Con un reparto encabezado por Kay Panabaker, Lori Loughlin y Jesse McCartney, el programa fue retirado de la programación en 2005 debido a un descenso en las audiencias. En 2005, Efron apareció en el vídeo musical de la canción «Sick Inside» de Hope Partlow. Poco después hizo apariciones especiales en los programas CSI: Miami, The Suite Life of Zack & Cody, NCIS y The Replacements.

### Salto a la fama: High School Musical

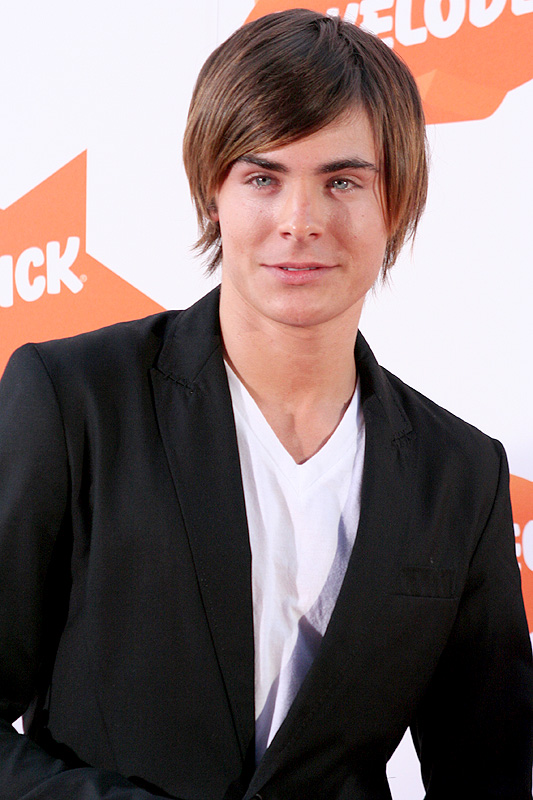
Efron en los premios Nickelodeon Australian Kids' Choice Awards en 2007.

El año 2006 fue un excelente año, al convertirse en uno de los actores adolescentes más famosos a partir de su papel protagonista en la película musical de Disney Channel High School Musical, donde encarna el rol de Troy Bolton, un estudiante popular y capitán del equipo de baloncesto. En la película comparte los créditos con Vanessa Hudgens, Ashley Tisdale, Lucas Grabeel,  Corbin Bleu y Dominique Coleman. High School Musical fue probablemente el mayor éxito del actor. La película, inicialmente con «bajas expectativas», ayudó a Efron a obtener reconocimiento entre las audiencias adolescentes.
El 4 de febrero de 2006, Efron debutó con dos canciones simultáneas en listas en Billboard Hot 100 de la película: «Get'cha Head in the Game» y «Breaking Free», un dueto con Vanessa Hudgens. En la semana que seguía de la lista, Efron tuvo cinco canciones simultáneas con High School Musical: «Get'cha Head in the Game», «Start of Something New», «What I've Been Looking For: Reprise», «We're All in This Together» y «Breaking Free». «We Are All In This Together» fue acreditada a todo el elenco de High School Musical. «Breaking Free», en ese momento, fue el más rápido en subir en la historia de las listas de Billboard, desde el número 84 hasta el número 4 entre las dos semanas; el récord fue ganado por Beyoncé Knowles y Shakira con «Beautiful Liar».
Efron también apareció en Disney Channel Games de 2006 como capitán del Equipo Rojo.
Efron fue elegido como Link Larkin en una versión de Hairspray estrenada el 20 de julio de 2007. Efron cantó con su propia voz en el papel, que fue filmada en Toronto, Ontario, desde el 5 de septiembre hasta el 2 de diciembre de 2006. Cortó y tiñó su cabello castaño oscuro y ganó cerca de 15 libras para el papel.
Los talentos de canto de Efron se discutieron cuando se reveló que la voz de Drew Seeley fue mezclada con la suya en la banda sonora de High School Musical. En una entrevista el 23 de agosto de 2007, en Rolling Stone, se reveló que había sido elegido en High School Musical después que las canciones fueron escritas, y las canciones (escritas para un tenor) estaban de alguna manera fuera de su registro de barítono vocal.
El 7 de abril de 2007, Efron apareció en un episodio de Punk'd. Efron también protagonizó en el vídeo musical para el sencillo de Vanessa Hudgens, "Say OK", donde interpretaba su interés amoroso. El vídeo se estrenó el 16 de marzo de 2007 en Disney Channel. Ese año, fue nombrado una de las 100 personas más hermosas por la revista People en 2007. Una fotografía y un pequeño perfil de él estaba en la sección «En Mayoría de Edad». Él explicaba como siempre fue el niño más bajo en la escuela (a partir de agosto de 2007, medía 5'8)
y se burlaban por «la gran brecha» en sus dientes.
La interpretación de Efron y la película obtuvo críticas positivas. Efron no pudo actuar con sus amigos de elenco en High School Musical: The Concert debido a compromisos con la película Hairspray. Drew Seeley lo reemplazó.
High School Musical 2 fue estrenada en agosto de 2007. Además, Lycos informó que las búsquedas de Efron aumentaron un 81 %.
La película obtuvo un nuevo récord, convirtiéndose en el programa básico más visto por cable en la historia de los Estados Unidos, con 17.2 millones de espectadores.
Efron también apareció en la portada de la edición de agosto de 2007 de Rolling Stone.
El artículo sobre él reveló que él esperaba algún día interpretar un héroe de acción. Efron presentó el Teen Choice Award de 2007 en "Película Favorita" junto a Queen Latifah, y luego ese año, fue coanfitrión de Australian Kids' Choice Awards con The Veronicas el 10 de octubre en Sídney.
Efron repitió su papel en High School Musical 3: Senior Year, que fue lanzada en cines el 24 de octubre de 2008.

### Ídolo adolescente

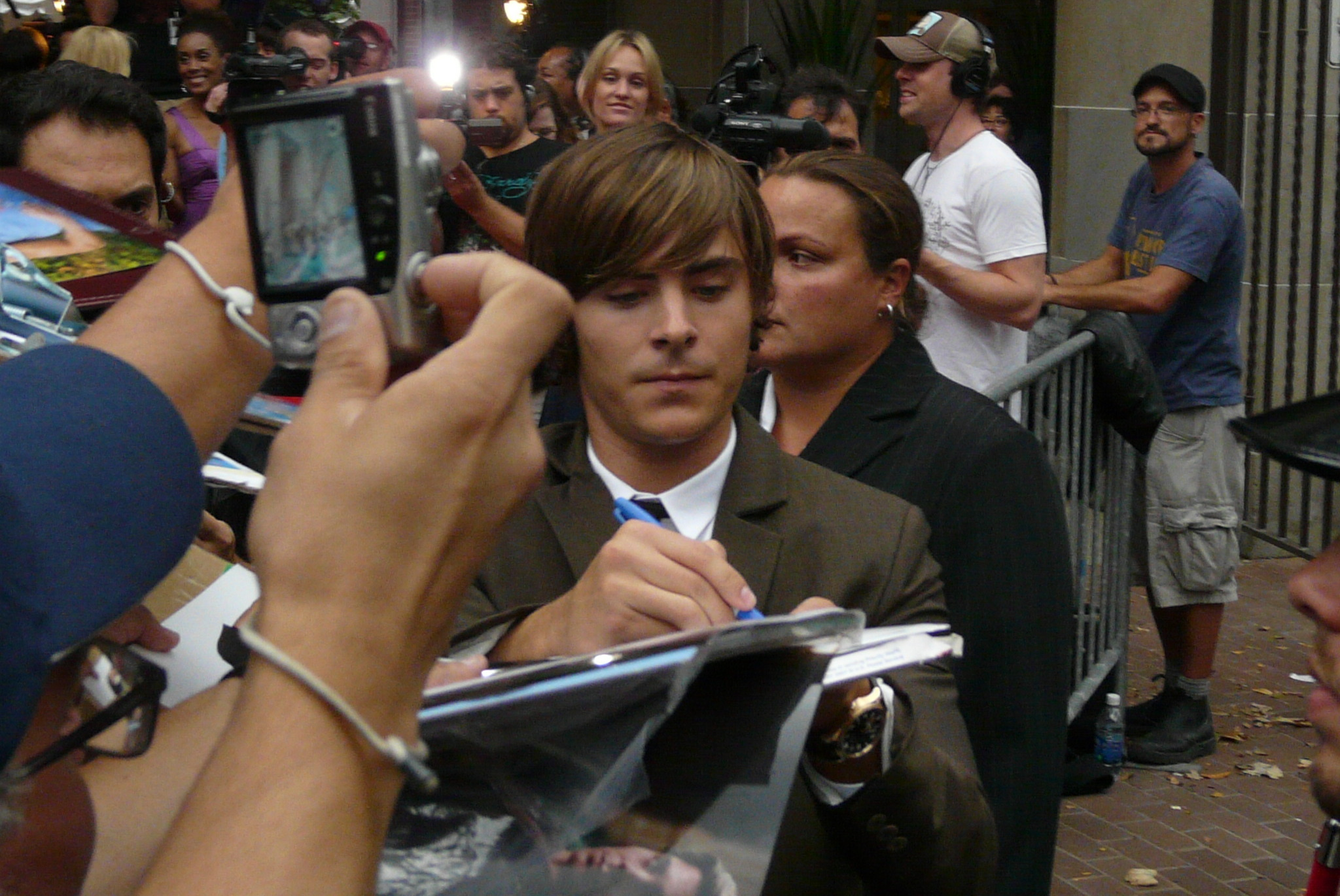
Zac Efron llegando al Festival Internacional de Cine de Toronto de 2008

Tras la trílogia de Disney, protagonizó varias otras películas con cierto éxito, como 17 otra vez, una comedia dramática producida por Adam Shankman y basada en un lanzamiento por Jason Filardi;
la trama trataba de un adulto, interpretado por Matthew Perry, que es transformado en un chico de 17 años de edad (interpretado por Efron).
17 Again fue estrenada en 2009.
Encarnó a Richard Samuels en el drama Me and Orson Welles, bajo la dirección de Richard Linklater. Basada en la novela homónima de Robert Kaplow, la película está ambientada en el año 1937 y cuenta sobre un adolescente contratado para protagonizar en la producción de Orson Welles de Julio César, donde se siente atraído por una asistente. Me and Orson Welles fue presentada en primera instancia en el Festival de Cine de Toronto de 2008, y estrenada al año siguiente.
Efron programó para protagonizar en el musical de Paramount Footlose,
y ha dicho que le gustaría agregar su "propio pedacito pequeño de estilo" para el papel que era originario de Kevin Bacon. En marzo de 2009, dejó la película.
Efron fue citado diciendo que dejó el proyecto porque "estaba buscando un nuevo reto, y este era otro musical."
El 8 de abril de 2009, la participación de Efron en un corto vídeo titulado "Zac Efron's Pool Party" para la página Funny Or Die fue lanzado al público.
El 11 de abril de 2009, Efron fue anfitrión en un episodio de Saturday Night Live.
A principios de junio de 2009, se confirmó que Efron estaría haciendo una aparición como invitado durante la sexta temporada de Entourage de HBO.
Efron protagonizó en una serie de anuncios, junto a Kristen Bell y Sean Combs, promocionado los MTV Movie Awards 2010 y el anfitrión, Aziz Ansari.
En 2009, Efron reveló estar en la entrega de acción en vivo de anime de Full Metal Panic!, simplemente titulado Panic y en la adaptación de los dibujos animados Jonny Quest. Otros proyectos incluyen Einstein Theory y una adaptación de Fire, por Image Comics. 
En 2010 protagonizó la fantasía romántica Charlie St. Cloud (Siempre a tu lado) estrenada el 30 de julio de 2010, interpretando a un joven que se sentía culpable por el fallecimiento de su hermano menor en un accidente de automóvil. En el año 2011 Zac se proclamó segundo en la lista de la revista People de los más atractivos, éxito que siguió aumentando su popularidad entre en género femenino.
En el año 2012 interpretó películas independientes, como en The Paperboy junto a Nicole Kidman y John Cusack y At Any Price junto con Dennis Quaid y Liberal Arts.

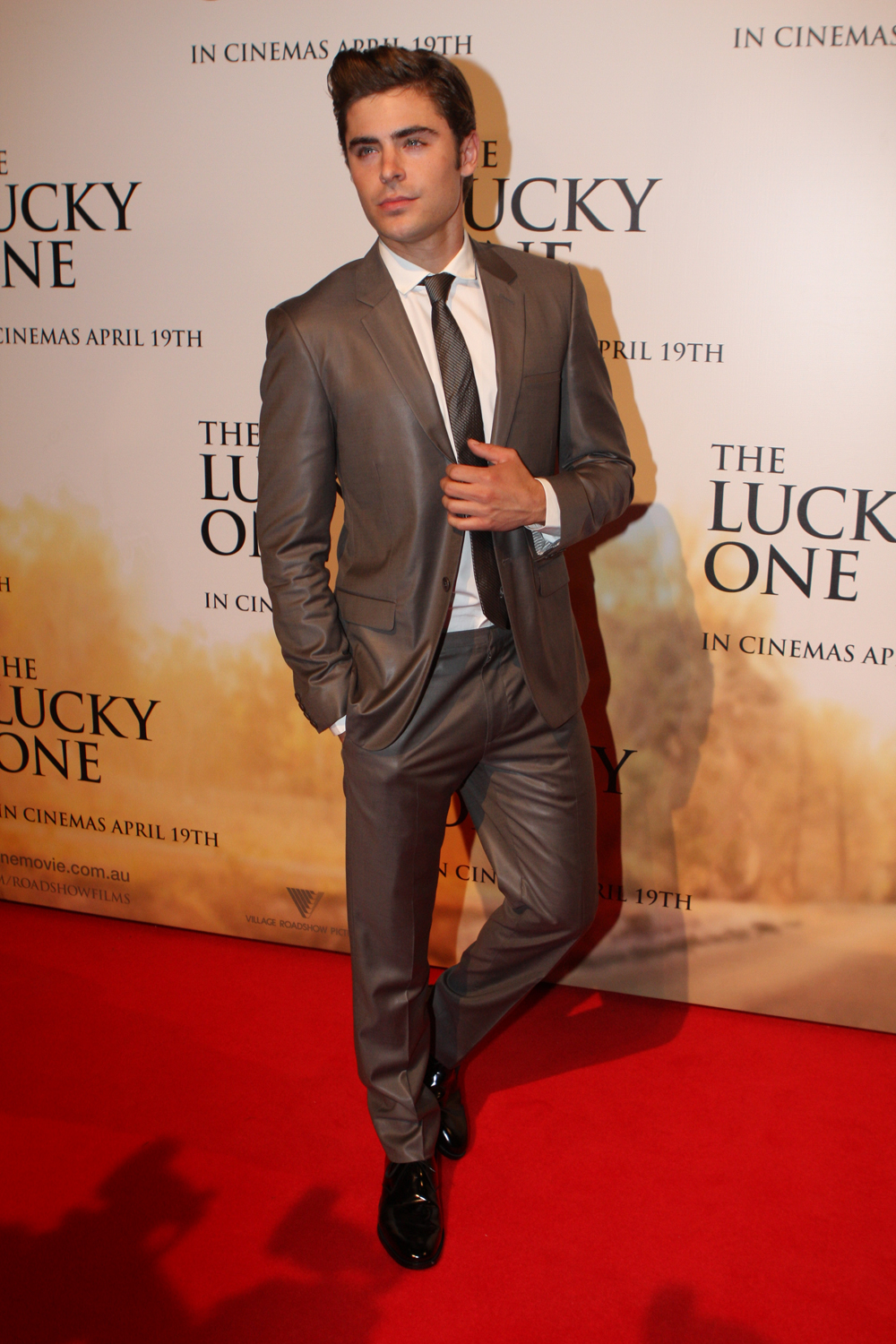
Zac Efron en el estreno de la película The Lucky One.

En Cuando te encuentre (The Lucky One) en 2012 hacía pareja de Taylor Schilling; en el thriller The Paperboy (El Chico Del Periódico), también en 2012, interpretó al hermano de Matthew McConaughey; e intervino en las comedias exitosas de Neighbors (Malditos Vecinos) y su secuela Neighbors 2: Sorority Rising en 2014 y 2016.
En Mike and Dave Need Wedding Dates de 2016, se iba a una boda a Hawái junto a Adam DeVine, Anna Kendrick y Aubrey Plaza; y actuó con Robert De Niro en la comedia Dirty Grandpa; y en 2017 junto con La Roca Dwayne Johnson hizo de vigilante de la playa en Baywatch y junto con Hugh Jackman protagoniza el musical estadounidense El gran showman.

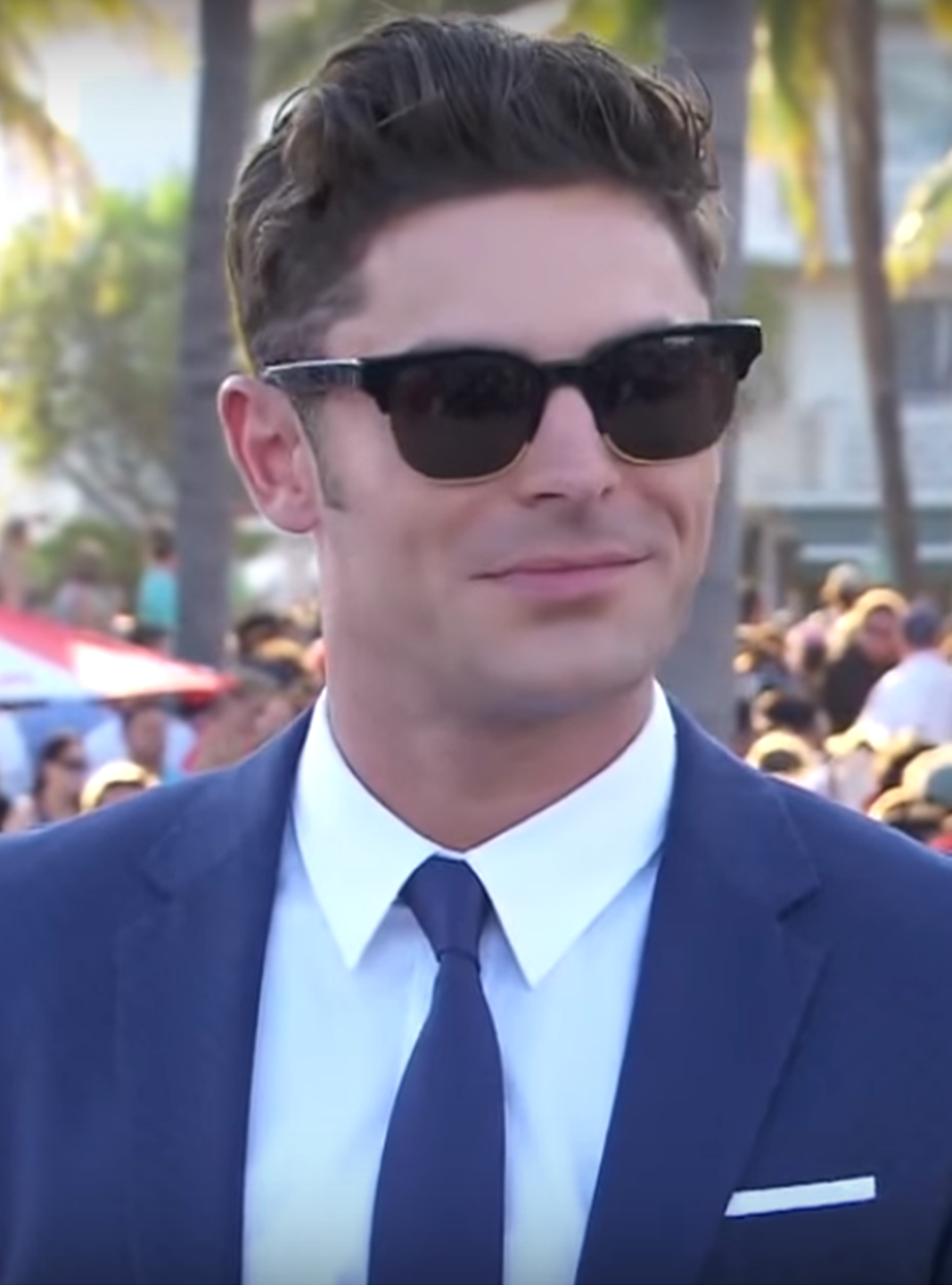
Zac Efron en 2017.

En 2019, Efron interpretó a un libertino drogadicto en la película de Harmony Korine The Beach Bum, junto a la estrella Matthew McConaughey. También interpretó al asesino en serie Ted Bundy en Extremely Wicked, Shockingly Evil and Vile, junto a Lily Collins como la novia de Bundy. La película se estrenó en el Festival de Cine de Sundance a principios de 2019 y fue lanzada por Netflix el 3 de mayo. Efron luego prestó su voz a Fred Jones en la película animada de Scooby-Doo, Scoob!, estrenada en 2020. Volvió a realizar un papel de voz para el cortometraje de animación Save Ralph, como Bobby, un conejo.
En 2020 estrenó en Netflix la serie documental Down to Earth with Zac Efron, donde además de protagonizarla y presentarla, realizó la tarea de productor ejecutivo. En noviembre de 2022 estrenó su segunda temporada. Por su trabajo en la serie ganó como anfitrión destacado de programa diurno en los Premios Daytime Emmy.
En 2022 participó en tres largometrajes: como protagonista principal en el thriller de supervivencia Gold, como padre de una niña con poderes sobrenaturales en la cinta de terror Firestarter y como Chickie Donohue en la película biográfica del militar en The Greatest Beer Run Ever. En 2023 interpretó al luchador profesional Kevin Von Erich en la película biográfica The Iron Claw. Para 2024 protagonizó la comedia Ricky Stanicky, junto a John Cena para Amazon Prime Video,

## Filmografía

### Cine
| Año  | Título                                      | Personaje                      | Ref.   |
| ---- | ------------------------------------------- | ------------------------------ | ------ |
| 2003 | Melinda's World                             | Stuart Wasser                  | [ 55 ] |
| 2005 | The Derby Stallion                          | Patrick McCardle               | [ 56 ] |
| 2007 | Hairspray                                   | Link Larkin                    | [ 57 ] |
| 2008 | High School Musical 3: Senior Year          | Troy Bolton                    | [ 58 ] |
| 2008 | Me and Orson Welles                         | Richard Samuels                | [ 59 ] |
| 2009 | 17 Again                                    | Mike O'Donnell                 | [ 60 ] |
| 2010 | Charlie St. Cloud                           | Charlie St. Cloud              | [ 61 ] |
| 2011 | New Year's Eve                              | Paul                           | [ 62 ] |
| 2012 | Liberal Arts                                | Nat                            | [ 63 ] |
| 2012 | Dr. Seuss' The Lorax                        | Ted Wiggins (Voz)              | [ 64 ] |
| 2012 | The Lucky One                               | Logan Thibault                 | [ 65 ] |
| 2012 | The Paperboy                                | Jack Jansen                    | [ 66 ] |
| 2012 | At Any Price                                | Dean Whipple                   | [ 67 ] |
| 2013 | Parkland                                    | Dr. Jim Carrico                | [ 68 ] |
| 2014 | That Awkward Moment                         | Jason                          | [ 69 ] |
| 2014 | Neighbors                                   | Teddy Sanders                  | [ 70 ] |
| 2015 | We Are Your Friends                         | Cole Carter                    | [ 71 ] |
| 2016 | Dirty Grandpa                               | Jason Kelly                    | [ 72 ] |
| 2016 | Neighbors 2: Sorority Rising                | Teddy Sanders                  | [ 73 ] |
| 2016 | Mike and Dave Need Wedding Dates            | Dave Stangle                   | [ 74 ] |
| 2017 | Baywatch                                    | Matt Brody                     | [ 75 ] |
| 2017 | The Disaster Artist                         | Dan Janjigian                  | [ 76 ] |
| 2017 | The Greatest Showman                        | Phillip Carlyle                | [ 77 ] |
| 2019 | Extremely Wicked, Shockingly Evil, and Vile | Ted Bundy                      | [ 78 ] |
| 2019 | The Beach Bum                               | Flicker                        | [ 79 ] |
| 2020 | Scoob                                       | Fred Jones                     | [ 80 ] |
| 2021 | Save Ralph (Cortometraje)                   | Bobby (Voz)                    | [ 81 ] |
| 2022 | Gold                                        | Virgil                         | [ 82 ] |
| 2022 | Firestarter                                 | Andrew «Andy» McGee            | [ 83 ] |
| 2022 | The Greatest Beer Run Ever                  | John «Chickie» Donohue         | [ 84 ] |
| 2023 | The Iron Claw                               | Kevin Von Erich                | [ 85 ] |
| 2024 | Ricky Stanicky                              | Dean                           | [ 86 ] |
| 2024 | A Family Affair                             | Chris Cole                     | [ 87 ] |
| 2025 | Famous                                      | Lance Dunkquist / James Jansen | [ 88 ] |

### Televisión
| Año       | Título                               | Rol               | Notas                                     |
| --------- | ------------------------------------ | ----------------- | ----------------------------------------- |
| 2002      | Firefly                              | Joven Simon Tan   | Episodio: «A salvo»                       |
| 2003      | The Big Wide World of Carl Laemke    | Pete Laemke       | Película de televisión                    |
| 2003      | The Guardian                         | Luke Tomello      | Episodio: «Sin consentimiento»            |
| 2003      | ER                                   | Bobby Neville     | Episodio: «Querida Abby»                  |
| 2004      | Miracle Run                          | Steven Morgan     | Película de televisión                    |
| 2004      | Triple Play                          | Harry Fuller      | Película de televisión                    |
| 2004–2005 | Summerland                           | Cameron Bale      | Rol principal; 16 episodios               |
| 2005      | CSI: Miami                           | Seth Dawson       | Episodio: «Sexo & Impuestos»              |
| 2005      | The Replacements                     | Davey Hunkerhoff  | 2 episodios                               |
| 2006      | Heist                                | Repartidor        | Episodio: «Piloto»                        |
| 2006      | The Suite Life of Zack and Cody      | Trevor            | Episodio: «Parejas extrañas»              |
| 2006      | High School Musical                  | Troy Bolton       | Película original de Disney Channel       |
| 2006      | NCIS                                 | Danny             | Episodio: «Decepción»                     |
| 2006      | If You Lived Here, You'd be Home Now | Cody              | Película de televisión                    |
| 2007      | High School Musical 2                | Troy Bolton       | Película original de Disney Channel       |
| 2009–2016 | Robot Chicken                        | Varios personajes | 5 episodios                               |
| 2019      | Human Discoveries                    | Gary (voz)        | Rol principal                             |
| 2020–2022 | Down to Earth with Zac Efron         | Él mismo          | Protagonista, también productor ejecutivo |

## Discografía

### Bandas sonoras
| Título                                                                   | Detalles del álbum                                                                               | Posicionamiento en la lista | Posicionamiento en la lista | Posicionamiento en la lista | Posicionamiento en la lista | Posicionamiento en la lista | Posicionamiento en la lista | Posicionamiento en la lista | Posicionamiento en la lista | Posicionamiento en la lista | Posicionamiento en la lista | Certificación                                                             |
| Título                                                                   | Detalles del álbum                                                                               | US                          | US OST                      | AUS                         | AUT                         | CAN                         | FRA                         | GER                         | ITA                         | NZ                          | UK                          | Certificación                                                             |
| ------------------------------------------------------------------------ | ------------------------------------------------------------------------------------------------ | --------------------------- | --------------------------- | --------------------------- | --------------------------- | --------------------------- | --------------------------- | --------------------------- | --------------------------- | --------------------------- | --------------------------- | ------------------------------------------------------------------------- |
| High School Musical                                                      | - Lanzamiento: 10 de enero de 2006 - Formato: CD, descarga digital - Discográfica: Walt Disney   | 1                           | 1                           | 1                           | 13                          | 1                           | 6                           | 22                          | 6                           | —                           | 1                           | - US: 4× Platino - AUS: Platino - GER: Platino - UK: 3× Platino           |
| Hairspray (junto al elenco de la película Hairspray)                     | - Released: 10 de julio de 2007 - Formato: CD, Descarga digital - Discográfica: Warner Music     | 2                           | 1                           | 5                           | 71                          | 2                           | 34                          | —                           | —                           | 7                           | —                           | - US: Platino                                                             |
| High School Musical 2                                                    | - Lanzamiento: 13 de agosto de 2007 - Formato: CD, Descarga digital - Discográfica: Walt Disney  | 1                           | 1                           | 4                           | 2                           | 1                           | 12                          | 5                           | 1                           | 3                           | 1                           | - US: 3× Platino - GER: Platino                                           |
| High School Musical 3: Fin de curso                                      | - Lanzamiento: 24 de octubre de 2008 - Formato: CD, Descarga digital - Discográfica: Walt Disney | 2                           | 1                           | 4                           | 1                           | 1                           | 6                           | 3                           | 1                           | 1                           | 1                           | - US: Platino - AUS: Platino - AUT: Platino - GER: Gold - NZL: 2× Platino |
| "—" denota que no entraron en las listas o no se encuentran en ese país. |                                                                                                  |                             |                             |                             |                             |                             |                             |                             |                             |                             |                             |                                                                           |

## Reconocimientos
| Año  | Premio                           | Categoría                                         | Trabajo nominado                              | Resultado | Ref.    |
| ---- | -------------------------------- | ------------------------------------------------- | --------------------------------------------- | --------- | ------- |
| 2006 | Teen Choice Awards               | Mejor actor                                       | High School Musical                           | Ganador   |         |
| 2007 | Teen Choice Awards               | Mejor actor                                       | High School Musical 2                         | Ganador   |         |
| 2007 | Kids Choice Awards               | Mejor actor                                       | High School Musical 2                         | Ganador   |         |
| 2007 | Hollywood Film Award             | Elenco del año                                    | Hairspray                                     | Ganador   |         |
| 2007 | Young Hollywood Award            | Mejor actor                                       | Hairspray                                     | Ganador   |         |
| 2008 | MTV Movie Awards                 | Mejor Actor revelación                            | Hairspray                                     | Ganador   |         |
| 2008 | Premios del Sindicato de Actores | Mejor interpretación de un elenco en una película | Hairspray                                     | Nominado  |         |
| 2009 | Teen Choice Awards               | Mejor actor                                       | High School Musical 3: Senior Year            | Ganador   |         |
| 2009 | MTV Movie Awards                 | Mejor actor revelación                            | High School Musical 3: Senior Year            | Ganador   |         |
| 2010 | MTV Movie Awards                 | Mejor actor                                       | 17 again                                      | Nominado  |         |
| 2010 | Maui Film Festival               | Premio a la estrella resplandeciente              | High School Musical 3: Senior Year y 17 again | Ganador   |         |
| 2010 | J-14 Teen Icon Awards            | Actor ícono de película                           | Charlie St. Cloud                             | Nominado  |         |
| 2010 | J-14 Teen Icon Awards            | Ícono de pareja                                   | Él y Vanessa Hudgens                          | Nominados |         |
| 2010 | J-14 Teen Icon Awards            | Ícono de estrella masculina                       | Él mismo                                      | Nominado  |         |
| 2011 | People's Choice Awards           | Estrella de película favorita menor de 25 años    | Él mismo                                      | Ganador   |         |
| 2011 | Teen Choice Awards               | Mejor ícono en la Alfombra Roja                   | Él mismo                                      | Ganador   | [ 104 ] |
| 2012 | Village Voice Film Poll          | Mejor actor de reparto                            | The Paperboy                                  | Nominado  | [ 105 ] |
| 2012 | Teen Choice Awards               | Mejor voz de película                             | Dr. Seuss' The Lorax                          | Nominado  | [ 106 ] |
| 2012 | Teen Choice Awards               | Mejor beso de película (con Taylor Schilling)     | The Lucky One                                 | Nominado  |         |
| 2012 | Teen Choice Awards               | Actor de película: Drama                          | The Lucky One                                 | Ganador   |         |
| 2012 | Teen Choice Awards               | Actor de película: Romance                        | The Lucky One                                 | Ganador   |         |
| 2013 | People's Choice Awards           | Actor dramático favorito                          | The Lucky One                                 | Ganador   | [ 104 ] |
| 2014 | MTV Movie Awards                 | Mejor interpretación sin camisa                   | That Awkward Moment                           | Ganador   | [ 107 ] |

### Redes sociales
- Zac Efron en Facebook
- Zac Efron en X (antes Twitter)
- Zac Efron en Instagram

- Datos: Q45229
- Multimedia: Zac Efron / Q45229